# Noriaki Kasai
Noriaki Kasai (japanisch 葛西 紀明 Kasai Noriaki; * 6. Juni 1972 in Shimokawa, Hokkaidō) ist ein japanischer Skispringer. Er springt für den gleichnamigen Werksverein des Wohnungsbauunternehmens Tsuchiya Holdings in Sapporo. Er wurde 1992 Skiflugweltmeister und gewann bei Nordischen Skiweltmeisterschaften und Olympischen Winterspielen neun Medaillen.
Kasai nimmt seit 1988 am Weltcup im Skispringen teil und ist der älteste sowie erfahrenste aktive Sportler in seiner Disziplin. Er zählte seit der Saison 1991/92 zur Weltspitze und war einer der beständigsten Skispringer der 1990er-, 2000er- und 2010er-Jahre. Von 1992 bis 2018 startete Kasai bei allen Olympischen Winterspielen und erreichte 2018 als erster Wintersportler überhaupt die Zahl von acht Teilnahmen.

## Werdegang
Kasai begann im Alter von acht Jahren mit dem Skispringen. Sein Debüt im Weltcup hatte er am 17. Dezember 1988 in Sapporo. Seinen ersten Auftritt außerhalb Japans hatte er bei den Nordischen Skiweltmeisterschaften 1989 im finnischen Lahti. Zu Beginn seiner Weltcupkarriere sprang Kasai noch den damals üblichen Parallelstil, später stellte er sein Sprungsystem auf den V-Stil um, mit dem er seine Erfolge feierte.
Am 22. März 1992 feierte er den bis heute wohl größten Erfolg seiner Karriere. Im tschechischen Harrachov wurde er Skiflugweltmeister und zugleich erster Titelträger im V-Stil. Dieser Sieg wurde zugleich als sein erster Sieg im Skisprungweltcup gewertet. Insgesamt errang er im Verlauf seiner Karriere bisher 17 Weltcupsiege. Seine besten Platzierungen im Gesamtweltcup waren die dritten Plätze in den Saisons 1992/93 und 1998/99. Zuletzt erreichte er in der Saison 2013/14 den 5. Platz der Gesamtwertung. Mit 1603 Punkten in der Saison 1998/99 hält er den Rekord für einen Gesamtdrittplatzierten.
Beim größten Erfolg der japanischen Mannschaft, dem Gewinn der Goldmedaille bei den Olympischen Winterspielen 1998 vor heimischem Publikum in Nagano, musste er jedoch Takanobu Okabe den Vortritt lassen und ging leer aus.
Bei Weltmeisterschaften gewann er mit der Mannschaft 1999 im österreichischen Ramsau, 2003 im italienischen Val di Fiemme Silber sowie 2007 in Sapporo und 2009 im tschechischen Liberec Bronze. 2003 gewann er zudem im Einzel auf der Groß- und der Normalschanze jeweils Bronze.
Bei den Olympischen Winterspielen 2010 im kanadischen Vancouver erreichte er im Skispringen bei seiner sechsten Teilnahme von der Normalschanze den 17. Platz.
Nach der Erdbeben- und Tsunamikatastrophe in seinem Heimatland mit der Nuklearkatastrophe von Fukushima im März 2011 engagierte Kasai sich für Kinder aus der betroffenen Region. So sammelte er Spenden und lud auch Familien aus Fukushima zum Sommer-Grand-Prix-Springen in Hakuba ein.
Die Premiere des Mixed-Team-Wettbewerbes im Rahmen des Sommer-Grand-Prix am 14. August 2012 im französischen Courchevel gewann er mit dem japanischen Team. Durch seinen Erfolg in Hakuba am 24. August 2013 hält Kasai mit 41 Jahren und 79 Tagen auch den Rekord als ältester Tagessieger im Grand Prix.
Am 11. Januar 2014 gewann Kasai im Alter von 41 Jahren ein Springen des Skiflugweltcups am Kulm im österreichischen Tauplitz. Es war sein erster Sieg im Skisprungweltcup nach knapp zehn Jahren (davor am 28. Februar 2004 in Salt Lake City), womit er den Altersrekord seines Landsmannes Takanobu Okabe übertrumpfte, der 2009 im finnischen Kuopio mit 38 Jahren einen Sieg errungen hatte. Kasai ist damit der mit Abstand älteste Sieger eines Weltcupskispringens. Mit diesem 16. Weltcuperfolg übertraf er zugleich Kazuyoshi Funaki und wurde zum Japaner mit den meisten Einzelsiegen. Diesen Rekord hatte er zuvor bereits ab dem 28. Februar 2004 allein gehalten, ehe Funaki am 5. Februar 2005 wieder gleichziehen konnte. Erst am 19. Februar 2021 konnte ihn Ryōyū Kobayashi mit seinem 18. Sieg schließlich in der ewigen Bestenliste ablösen. Kasai verbesserte seinen Altersrekord am 29. November 2014 auf 42 Jahre und 176 Tage, als er gemeinsam mit Simon Ammann im finnischen Kuusamo den dritten Einzelwettbewerb der Saison gewann. Mit dem Gewinn von Silber und Bronze bei den Olympischen Winterspielen 2014 ist er der älteste Medaillengewinner im Skispringen bei Olympischen Spielen.
Eine persönliche Bestweite von 240,5 m erreichte er 2015 auf der Skiflugschanze in Vikersund; im Alter von 42 Jahren, 8 Monaten und 9 Tagen. Er überbot damit den japanischen Landesrekord von Daiki Itō um einen halben Meter. Die gleiche Weite konnte er nochmals am ersten Wettbewerbstag der Skiflugweltmeisterschaft 2016 am Kulm erreichen. Dies war zugleich der erste Flug am Kulm auf über 240 m.
Am 17. März 2016 absolvierte er im slowenischen Planica seinen 500. Einzelwettbewerb im Weltcup mit der Sonderstartnummer 500. Im selben Jahr wurde ihm die Holmenkollen-Medaille verliehen. Am 4. Januar 2017 wurde er im österreichischen Innsbruck für seine 100. Teilnahme an der Qualifikation für ein Skispringen im Rahmen der Vierschanzentournee vom Vortag geehrt.
Am 19. März 2017 verbesserte er im Alter von 44 Jahren beim Skifliegen am Vikersundbakken erneut seine persönliche Bestweite auf 241,5 Meter und gleichzeitig mit seinem 2. Platz im dortigen Wettbewerb seinen eigenen Rekord als ältester Skispringer auf einem Podestplatz.
Im Februar 2018 trat Kasai im südkoreanischen Pyeongchang zum achten Mal bei den Olympischen Winterspielen an und stellte damit einen Rekord für die meisten Teilnahmen an der Winterolympiade auf, der aber 2022 von Claudia Pechstein eingestellt wurde. Bei der Eröffnungsfeier trug er außerdem die japanische Flagge. Kasai belegte im Einzelwettbewerb auf der Normalschanze den 21. Platz, im Einzelwettbewerb auf der Großschanze den 33. Platz und mit der japanischen Mannschaft wurde er Sechster auf der Großschanze.
Nach durchwachsenen Ergebnissen zu Beginn der Saison 2018/19 gelang ihm am 27. Januar 2019 auf der Großschanze in seiner Heimatstadt Sapporo mit Platz sieben seine erste Top-10-Platzierung der Saison und am 9. März 2019 im Teamspringen von Oslo im Rahmen der Raw Air ein zweiter Platz.
2019/20 nahm Kasai zum ersten Mal nach 25 Jahren nicht an der Vierschanzentournee teil, da er aus sportlichen Gründen (noch kein Weltcuppunkt in der Saison 2019/20) nicht nominiert wurde. Er startete bis zum Saisonende bei insgesamt sieben Springen, ohne jedoch einen Weltcuppunkt zu erreichen.
Im Mai 2020 wurde Kasai aufgrund seiner 569 Teilnahmen an Einzelspringen im Rahmen des Weltcups zum dritten Mal ins Guinness-Buch der Rekorde aufgenommen. In selbigem war er zu diesem Zeitpunkt bereits aufgrund seiner acht Olympia- und 13 WM-Teilnahmen vermerkt.
In der Saison 2020/21 sprang Kasai nicht im Weltcup, nannte aber dennoch eine Teilnahme an den Olympischen Winterspielen 2022 in Peking als Ziel. Anfang 2022 wurde bekannt gegeben, dass er dort nicht als aktiver Sportler auftreten wird.
Kasai ist inzwischen Leiter der Werksmannschaft von Tsuchiya Holdings.
Am 20. Januar 2023 nahm er zum ersten Mal nach fast drei Jahren wieder an der Qualifikation zu einem Weltcup-Springen teil, verpasste die Startberechtigung für den Wettkampf aber um 0,4 Punkte. Im Januar 2024 holte Kasai erstmals seit rund vier Jahren wieder Punkte im Skisprung-Continental-Cup.
Am 16. Februar 2024 qualifizierte sich Kasai als 45. der Vorausscheidung erfolgreich für das Weltcup-Springen in seiner Heimat Sapporo. Mit 51 Jahren ist er mit weitem Abstand der älteste Springer, der jemals im Weltcup gestartet ist. Im Wettbewerb erreichte er mit Platz 30 einen Weltcup-Punkt. Im März 2024 erreichte Kasai beim Springen in Lahti erneut das Finale und erzielte mit Platz 28 drei weitere Weltcup-Punkte. Zum Saisonende erreichte er auf der Skiflugschanze in Planica Platz 29 und damit zwei weitere Weltcup-Punkte.

## Rekorde

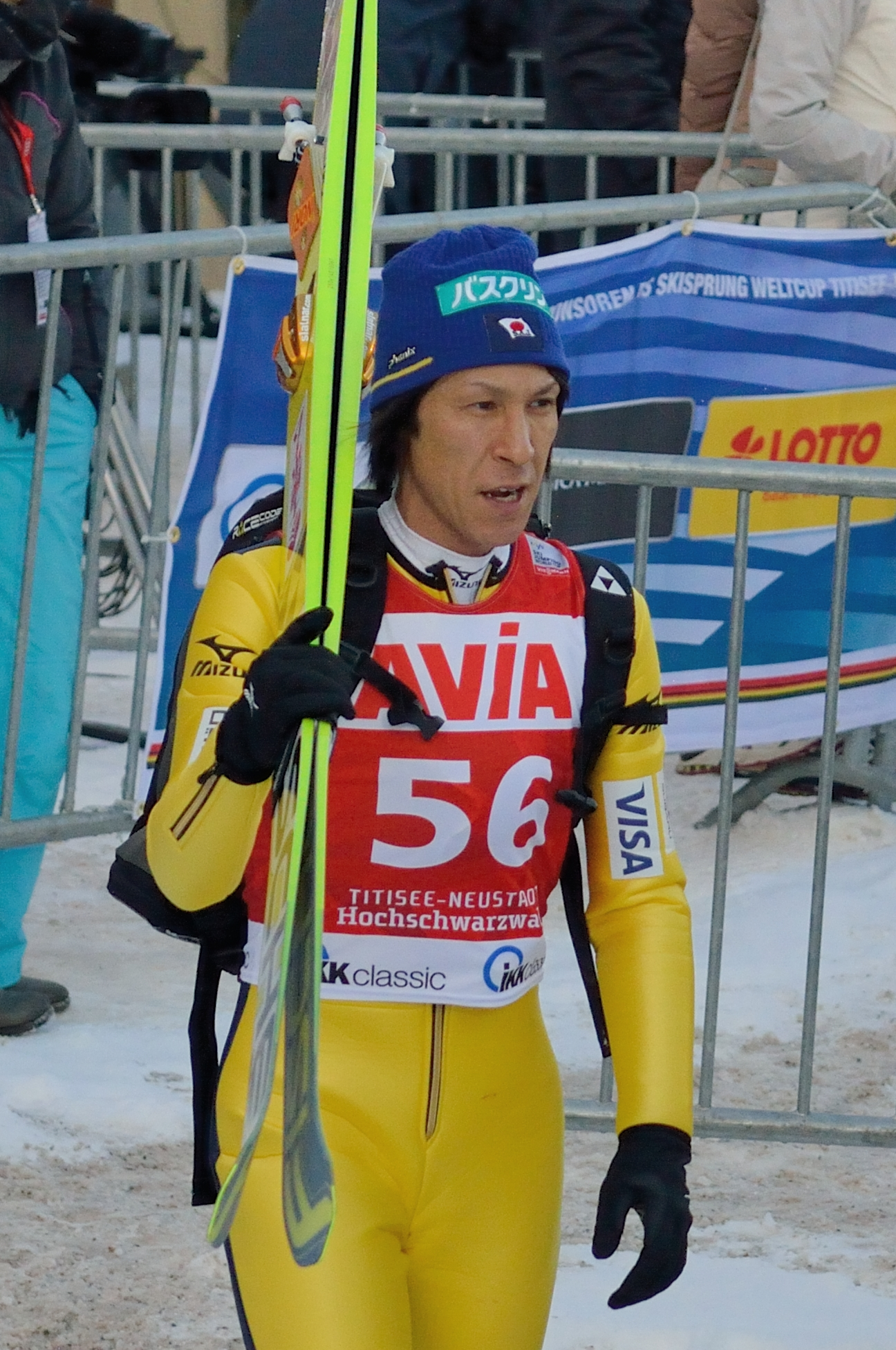
Noriaki Kasai beim Weltcup in Titisee-Neustadt 2015

Kasai hält diverse Alters- und Teilnahmerekorde, darunter:
- Teilnahmerekord an Weltcupspringen (579 Einzelwettbewerbe, 653 Einzel- und Mannschaftswettbewerbe)
- Teilnahmerekord an Weltcupsaisons (33)
- die meisten Weltcupsaisons mit Punkteplatzierungen (29)
- ältester Teilnehmer an einem Weltcupspringen (52 Jahre, 255 Tage)
- ältester Springer mit Punkteplatzierung im Weltcup (51 Jahre, 290 Tage)
- ältester Sieger eines Weltcupspringens (42 Jahre, 176 Tage)
- ältester Sieger eines Skiflugweltcupspringens (41 Jahre, 219 Tage)
- ältester Athlet auf einem Weltcuppodest (Einzel: 44 Jahre, 293 Tage; Mannschaft: 46 Jahre, 276 Tage)
- längste Weltcuplaufbahn (36 Jahre, 61 Tage)
- längster Zeitraum zwischen erstem und letztem Weltcupsieg (22 Jahre, 253 Tage)
- längster Zeitraum zwischen erstem und letztem Podestplatz im Weltcup (Einzel: 25 Jahre, 26 Tage; Mannschaft: 27 Jahre, 9 Tage)
- Teilnahmerekord an Vierschanzentourneen (28)
- Teilnahmerekord an Nordischen Skiweltmeisterschaften (13)
- Teilnahmerekord an Skiflug-Weltmeisterschaften (11)
- disziplinübergreifender Teilnahmerekord an Olympischen Winterspielen (8, zusammen mit Claudia Pechstein)
- ältester Skispringer mit einer olympischen Medaille (Einzel: 41 Jahre, 254 Tage; Mannschaft: 41 Jahre, 256 Tage)
- Teilnahmerekord am Grand-Prix-Saisons (23)
- ältester Sieger eines Grand-Prix-Springens (41 Jahre, 84 Tage)

## Privatleben
Am 22. Februar 2014, kurz nach den Olympischen Spielen, heiratete Kasai. Am 30. Januar 2016 kam eine Tochter zur Welt. 2019 folgte ein Sohn.

## Erfolge

### Olympische Spiele
- 1992 Albertville: 31. Platz Normalschanze, 26. Platz Großschanze, 4. Platz Team Großschanze
- 1994 Lillehammer: 5. Platz Normalschanze, 14. Platz Großschanze, Silbermedaille Team
- 1998 Nagano: 7. Platz Normalschanze
- 2002 Salt Lake City: 49. Platz Normalschanze, 41. Platz Großschanze
- 2006 Turin: 20. Platz Normalschanze, 12. Platz Großschanze, 5. Platz Team
- 2010 Vancouver: 17. Platz Normalschanze, 8. Platz Großschanze, 5. Platz Team
- 2014 Sotschi: 8. Platz Normalschanze, Silbermedaille Großschanze, Bronzemedaille Team
- 2018 Pyeongchang: 21. Platz Normalschanze, 23. Platz Großschanze, 6. Platz Team

### Weltcupsiege im Einzel
| Nr. | Datum             | Ort                    | Typ           |
| --- | ----------------- | ---------------------- | ------------- |
| 1.  | 21. März 1992     | Harrachov (Skiflug-WM) | Flugschanze   |
| 2.  | 1. Januar 1993    | Garmisch-Partenkirchen | Großschanze   |
| 3.  | 23. Januar 1993   | Predazzo               | Großschanze   |
| 4.  | 6. März 1993      | Lahti                  | Normalschanze |
| 5.  | 9. Januar 1994    | Murau                  | Großschanze   |
| 6.  | 22. März 1998     | Planica                | Großschanze   |
| 7.  | 3. Januar 1999    | Innsbruck              | Großschanze   |
| 8.  | 29. Januar 1999   | Willingen              | Großschanze   |
| 9.  | 31. Januar 1999   | Willingen              | Großschanze   |
| 10. | 9. März 1999      | Trondheim              | Großschanze   |
| 11. | 14. März 1999     | Oslo                   | Großschanze   |
| 12. | 21. März 1999     | Planica                | Flugschanze   |
| 13. | 1. Januar 2001    | Garmisch-Partenkirchen | Großschanze   |
| 14. | 9. Februar 2003   | Willingen              | Großschanze   |
| 15. | 28. Februar 2004  | Park City              | Großschanze   |
| 16. | 11. Januar 2014   | Tauplitz               | Flugschanze   |
| 17. | 29. November 2014 | Kuusamo                | Großschanze   |

### Weltcupsiege im Team
| Nr. | Datum           | Ort       | Typ           |
| --- | --------------- | --------- | ------------- |
| 1.  | 27. März 1993   | Planica   | Großschanze 1 |
| 2.  | 30. Januar 1999 | Willingen | Großschanze 2 |
| 3.  | 19. Januar 2001 | Park City | Großschanze 3 |

### Grand-Prix-Siege im Einzel
| Nr. | Datum           | Ort    | Typ           |
| --- | --------------- | ------ | ------------- |
| 1.  | 29. August 2009 | Hakuba | Normalschanze |
| 2.  | 24. August 2013 | Hakuba | Normalschanze |

### Grand-Prix-Siege im Team
| Nr. | Datum           | Ort          | Typ                        |
| --- | --------------- | ------------ | -------------------------- |
| 1.  | 14. August 2012 | Courchevel   | Normalschanze Mixed-Team 4 |
| 2.  | 27. Juli 2013   | Hinterzarten | Normalschanze Mixed-Team 5 |

### Continental-Cup-Siege im Einzel
| Nr. | Datum           | Ort     | Typ         |
| --- | --------------- | ------- | ----------- |
| 1.  | 13. Januar 1996 | Sapporo | Großschanze |
| 2.  | 14. Januar 2000 | Sapporo | Großschanze |

## Statistik

### Weltcup-Platzierungen
| Saison  | Platz | Punkte |
| ------- | ----- | ------ |
| 1989/90 | 24.   | 0043   |
| 1991/92 | 09.   | 0115   |
| 1992/93 | 03.   | 0172   |
| 1993/94 | 06.   | 0562   |
| 1995/96 | 36.   | 0132   |
| 1996/97 | 17.   | 0351   |
| 1997/98 | 10.   | 0720   |
| 1998/99 | 03.   | 1598   |
| 1999/00 | 15.   | 0436   |
| 2000/01 | 04.   | 0728   |
| 2001/02 | 23.   | 0219   |
| 2002/03 | 13.   | 0548   |
| 2003/04 | 08.   | 0631   |
| 2004/05 | 16.   | 0416   |
| 2005/06 | 21.   | 0249   |
| 2006/07 | 26.   | 0182   |
| 2007/08 | 34.   | 0122   |
| 2008/09 | 15.   | 0409   |
| 2009/10 | 17.   | 0344   |
| 2010/11 | 24.   | 0197   |
| 2011/12 | 51.   | 0045   |
| 2012/13 | 24.   | 0328   |
| 2013/14 | 05.   | 1062   |
| 2014/15 | 06.   | 1137   |
| 2015/16 | 08.   | 0909   |
| 2016/17 | 15.   | 0401   |
| 2017/18 | 26.   | 0164   |
| 2018/19 | 37.   | 0088   |
| 2023/24 | 58.   | 0010   |

### Grand-Prix-Platzierungen
| Saison | Platz | Punkte |
| ------ | ----- | ------ |
| 1994   | 26.   | 456    |
| 1996   | 15.   | 079    |
| 1997   | 11.   | 114    |
| 1998   | 07.   | 162    |
| 1999   | 25.   | 038    |
| 2000   | 04.   | 285    |
| 2001   | 31.   | 046    |
| 2002   | 42.   | 017    |
| 2003   | 13.   | 091    |
| 2004   | 05.   | 263    |
| 2005   | 34.   | 044    |
| 2006   | 30.   | 086    |
| 2007   | 15.   | 147    |
| 2008   | 41.   | 059    |
| 2009   | 10.   | 217    |
| 2010   | 74.   | 008    |
| 2011   | 55.   | 027    |
| 2012   | 22.   | 096    |
| 2013   | 16.   | 167    |
| 2014   | 49.   | 031    |
| 2015   | 42.   | 056    |
| 2016   | 59.   | 025    |
| 2017   | 44.   | 038    |

### Continental-Cup-Platzierungen
| Saison  | Platz | Punkte |
| ------- | ----- | ------ |
| 1993/94 | 119.  | 046    |
| 1994/95 | 174.  | 022    |
| 1995/96 | 034.  | 240    |
| 1996/97 | 220.  | 010    |
| 1997/98 | 085.  | 130    |
| 1999/00 | 030.  | 325    |
| 2002/03 | 061.  | 110    |
| 2019/20 | 066.  | 095    |
| 2024/25 | 041.  | 129    |

### Schanzenrekorde
| Schanze                          | Ort                      | Land               | Weite   | aufgestellt am   | Rekord bis                        |
| -------------------------------- | ------------------------ | ------------------ | ------- | ---------------- | --------------------------------- |
| Paul-Außerleitner-Schanze (K120) | Bischofshofen            | Österreich         | 127,5 m | 6. Januar 1993   | 5. Januar 1994                    |
| Bloudkova velikanka (K120)       | Planica                  | Slowenien          | 140 m   | 26. März 1993    | 27. März 1993                     |
| Bloudkova velikanka (K120)       | Planica                  | Slowenien          | 140 m   | 27. März 1993    | 27. März 1993                     |
| Bloudkova velikanka (K120)       | Planica                  | Slowenien          | 140 m   | 27. März 1993    | 24. März 1996                     |
| Hakuba-Schanzen (K120)           | Hakuba                   | Japan              | 131,0 m | 26. Januar 1997  | 15. Februar 1998                  |
| Puijo-Schanze (K114)             | Kuopio                   | Finnland           | 127,5 m | 4. März 1998     | 4. März 1998                      |
| Bloudkova velikanka (K120)       | Planica                  | Slowenien          | 147,5 m | 22. März 1998    | Allzeitrekord (der alten Schanze) |
| Mühlenkopfschanze (K120)         | Willingen                | Deutschland        | 132,5 m | 29. Januar 1999  | 5. Februar 2000                   |
| Adler-Skistadion (K95)           | Hinterzarten             | Deutschland        | 112,5 m | 8. August 2000   | aktuell                           |
| Utah Olympic Park (K120)         | Park City                | Vereinigte Staaten | 130,0 m | 19. Januar 2001  | 19. Januar 2001                   |
| Miyanomori-Schanze               | Sapporo                  | Japan              | 100,0 m | 13. März 2004    | 13. März 2004                     |
| Miyanomori-Schanze               | Sapporo                  | Japan              | 101,0 m | 13. März 2004    | 3. März 2007                      |
| Ōkurayama-Schanze (HS134)        | Sapporo                  | Japan              | 141,0 m | 28. Oktober 2007 | 4. November 2017                  |
| Kulm (HS225)                     | Bad Mitterndorf/Tauplitz | Österreich         | 240,5 m | 15. Januar 2016  | 15. Januar 2016                   |
| Granåsen (HS138)                 | Trondheim                | Norwegen           | 143,0 m | 10. Februar 2016 | 15. März 2018                     |